# 15461 Johnbird
15461 Johnbird eller 1998 YT29 är en asteroid i huvudbältet som upptäcktes den 27 december 1998 av LONEOS vid Anderson Mesa Station. Den är uppkallad efter John M. Bird.
Asteroiden har en diameter på ungefär 7 kilometer.